# Durchsage

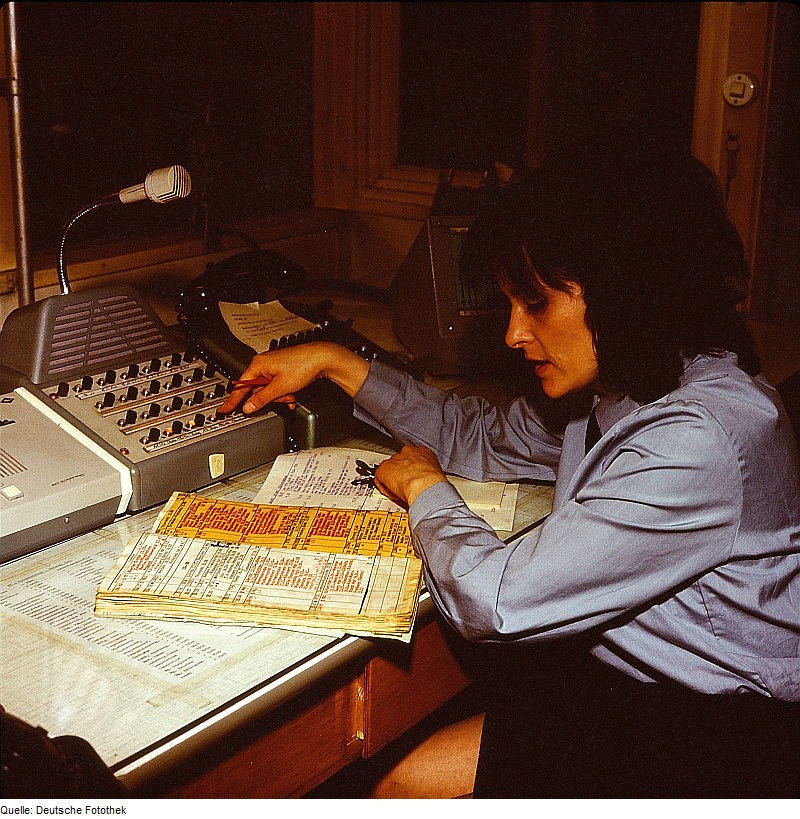
Mitarbeiterin bei der Deutschen Reichsbahn bei einer Durchsage in Dresden Hauptbahnhof (Foto ca. 1975–1980)

Als eine Durchsage bezeichnet man eine allgemeine, nicht gezielte Ansprache über sprachverstärkende Systeme, elektroakustische Anlagen oder Megaphone.

## Technik

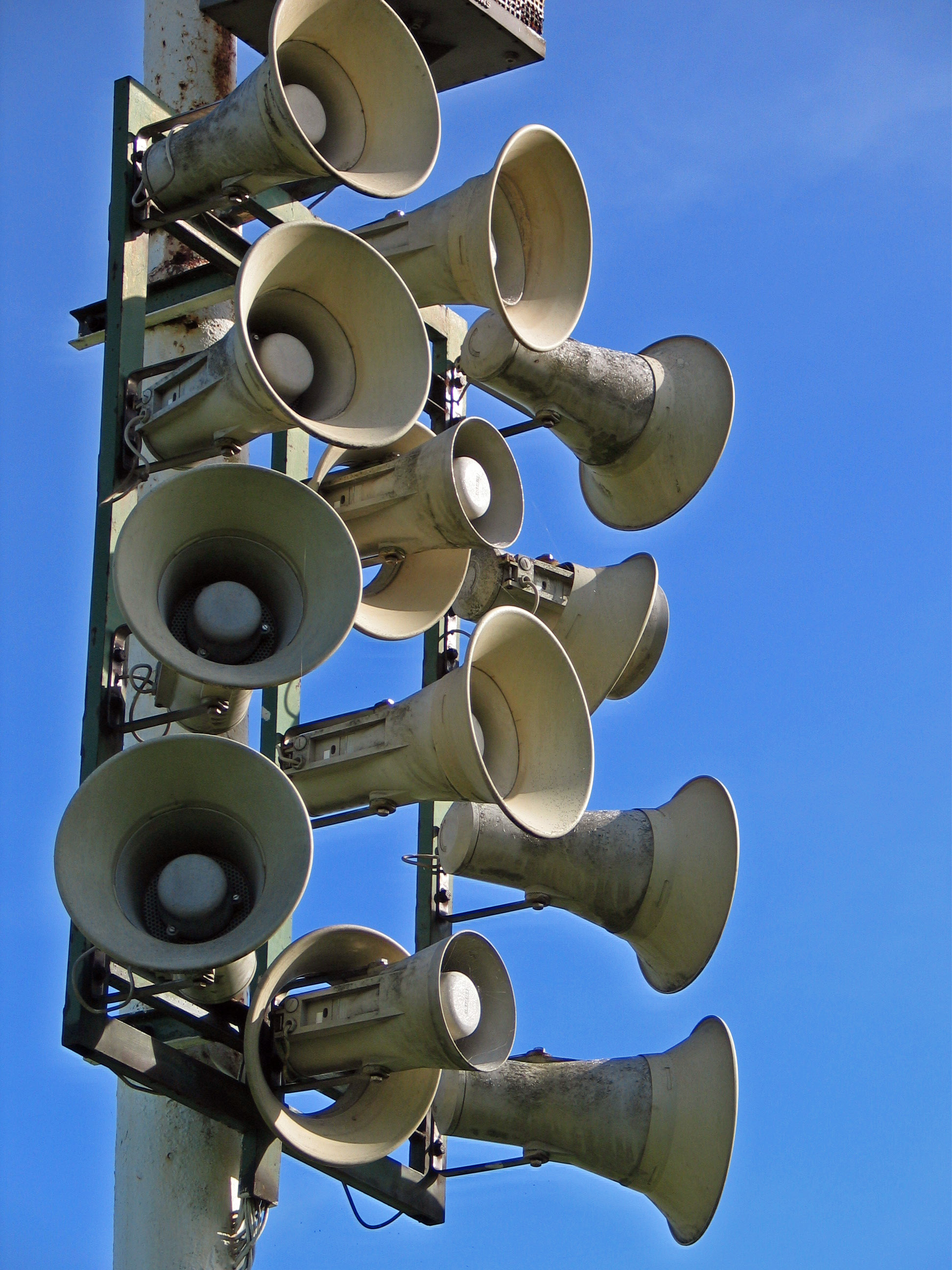
Druckkammerlautsprecher, die häufig für Durchsagen verwendet werden.

Durchsagen werden überwiegend durch elektroakustische Anlagen wiedergeben. Sie sind in der Regel nicht aufgezeichnet, bei ständig wiederkehrenden Meldungen, wie z. B. dem Schließen eines Kaufhauses, werden jedoch oft in einem Tonstudio vorproduziert und nur mehr abgespielt. Dieses kann auch automatisch zeitgesteuert erfolgen.
Für den mobilen Einsatz, beispielsweise bei den Behörden und Organisationen mit Sicherheitsaufgaben, kommen auch Megaphone zum Einsatz.

## Einsatzgebiete
Durchsagen werden hauptsächlich zum Benachrichtigen, Alarmieren oder Warnen von Personen eingesetzt. Einsatzgebiete sind zum Beispiel Flughäfen, Bahnhöfe, öffentliche Gebäude, Kaufhäuser, Schulen und Sportplätze. In der Vergangenheit sind sie auch bei sogenannten Ortsrufanlagen im Einsatz gewesen.

## Verschlüsselte Durchsagen
Einige Durchsagen werden auch „verschlüsselt“, um Panik zu vermeiden. Diese Art ist beispielsweise nur für Mitarbeiter einer Einrichtung gedacht, wogegen die Kunden den Inhalt nicht mitbekommen sollen. Die Verschlüsselung basiert auf der Verwendung von Begriffen, mit denen Laien nichts anfangen können. So bedeutet z. B. im Möbelhaus IKEA die Meldung „Herr Brandel bitte 149 rufen“, dass ein Brand in der Feuermeldergruppe 149 ausgebrochen ist, und der nächstgelegene Mitarbeiter prüfen soll, ob es sich um einen Fehlalarm handelt. Weitere Anwendungsbereiche sind der Hinweis auf Ladendiebe oder das Versagen von Maschinen und Einrichtungen. Besteht jedoch eine unmittelbare Gefahr für Personen, so ist eine unverzügliche Evakuierung gesetzlich vorgeschrieben. Ein weiteres prominentes Beispiel ist die Durchsage Frau Koma kommt, welche beim Amoklauf von Winnenden zum Einsatz kam.

## Sonstiges
Oft werden Durchsagen mit einem Ton eingeleitet, um beispielsweise das Beenden von lautstarken Tätigkeiten zu ermöglichen. Am bekanntesten war hierbei das „Philips-Ankündigungssignal“, heutzutage kommt meistens ein einfacher oder mehrstufiger Gong zum Einsatz, der vom Verstärker oder direkt im Mikrofon elektronisch erzeugt wird.